# Aradidae
Famille
Les Aradidae sont une famille d'insectes hémiptères hétéroptères (punaises) cosmopolite, qui comprend plus de 2 000 espèces.

## Description
Ces punaises ont le corps aplati (d'où leur nom vernaculaire anglais de flat bug, « punaises plates »), elliptique, ovale ou rectangulaire, de couleur terne, cryptique. La texture est aussi particulière, fortement sclérifiée avec des denticules et carènes, accentuant la ressemblance avec les écorces de leur milieux. Leurs antennes, pattes et rostre souvent plutôt courts, et avec de nombreuses espèces sont aptères. Elles mesurent de 3 à 11 mm de long. Les antennes, robustes, ont 4 articles, de même que le rostre. Les stylets mandibulaires maxillaires sont extrêmement longs et enroulés dans la tête. Les trochanters sont souvent fusionnés avec les fémurs. Les tarses ne comptent que 2 articles, le premier plus court que le second,.
Il existe un polymorphisme alaire souvent lié au sexe, avec des individus brachyptères et macroptères. Certains mâles sont sténoptères, leurs hémélytres sont longs mais seulement réduits en largeur, laissant apparaître les côtés de leur abdomen.

## Répartition et habitat
Cette famille est cosmopolite, notamment pour 5 des 8 sous-familles. Trois sous-familles sont restreintes à l'arc Australie-Nouvelle-Zélande-Amérique du Sud. Les zones indomalaises et pacifiques concentrent près d'un tiers de toutes les espèces. On en trouve même 200 pour la seule Nouvelle-Guinée,. 90% des espèces d’Aradidae vivent dans les forêts tropicales et subtropicales.
On les rencontre principalement sous l'écorce d'arbres en décomposition et sont donc corticoles (d'où leur autre nom commun anglais de « bark bugs », « punaises des écorces »), ou dans la litière de la forêt tropicale. 
Les Aradidae sont liés aux champignons. Les arbres n’ont donc qu’un rôle d’hôte intermédiaire entre les champignons et les Aradidae. Les arbres “plantes-hôtes” peuvent donc être très variés, tant qu’ils accueillent les champignons nécessaires. De manière générale, les champignons et donc les Aradidae associés sont inféodés aux feuillus ou aux conifères. 

## Biologie

### Cycle de vie
Leurs œufs sont ovales sans opercules et font 0,5 à 1,8 mm de long. Entre 25 et 45 œufs sont pondus, avec 5 à 12 œufs par jour . Ils sont déposés isolés sur le champignon ou collés par leur face ventrale. Ils éclosent 8 à 10 jours après, la larve met 60 à 70 min pour sortir.
Il faut 5 stades juvéniles pour arriver au stade adulte. En France, la plupart des Aradus sont acycliques, la plupart des espèces mettent 2 à 3 ans pour finir leur croissance, tandis que d’autres font 2 générations par an. Le cas le plus fréquent est un cycle en 2 ans, les oeufs pondus au printemps de l’année A se développent dans l’été jusqu’au stade 4 ou 5, hivernent, deviennent adultes durant l’année B, s’accouplent dans l’automne ou au printemps de l’année C puis pondent au printemps de l’année C. Ces durées peuvent varier selon la température, causant un asynchronisme des générations. Les jeunes larves résistent mal à l’hiver. Les larves de stade 1 ne se nourrissent pas avant leur première mue. En Italie, Aradus betulinus met 22-28 jours pour le stade 2 et 50 à 240 jours pour les stades suivants qui incluent parfois des hibernations. Les études en laboratoire ont montré que les stades 4 et 5 peuvent survivre à des jeûnes de 3-4 semaines.
Les Aradidae sont présents toute l’année mais sont surtout actifs en été. Les adultes côtoient les juvéniles dû à l’asynchronisme du développement en 1, 2 ou 3 ans. Il y a une diapause hivernale, souvent au même endroit où ils vivent ou à proximité. Ils se cachent sous les écorces, les espaces entre les lamelles des champignons, parfois des nids d’oiseaux. Le réveil et la reprise d’alimentation a lieu très tôt, dès la fonte des neiges. Suivent ensuite les accouplements au printemps. Les pontes ont lieu 12-13 jours après l’accouplement et durent 8-13 jours.

### Reproduction
L’accouplement a lieu directement sur les champignons, sur ou sous les écorces proches. L’accouplement a lieu au printemps, généralement en avril. Ils se chevauchent obliquement, le mâle se glisse sous la femelle, ce qui est assez original chez les punaises. L’accouplement dure en moyenne 3-8h mais peut durer jusqu’à 24h. La femelle continue de s’alimenter immobile, si elle veut chercher un autre lieu d’alimentation, le mâle se retire puis reprend l’accouplement une fois la femelle de nouveau immobile.

### Alimentation
Les Aradidae sont essentiellement mycophages, spécialisés dans la ponction des fructifications et hyphes mycéliens (= filaments de mycélium) des polypores qui poussent sur ou sous les écorces des arbres dépérissant. La plupart des espèces sont polyphages et se nourrissent d’un genre ou d’une famille de champignons. Néanmoins certaines espèces sont monophages. Les Aradus préfèrent les polypores et trametes, alors que les Aneurus s’attaquent aux moisissures développées entre bois et écorce.
Le stylet du rostre est 3 à 4 fois plus long que leur corps. Il y a d’abord du tâtonnement pour chercher un endroit favorable pour piquer. Il enfonce ensuite entièrement son rostre, se retrouvant plaqué au champignon et immobile pendant longtemps. Les jeunes larves préfèrent les champignons endommagés, qui auront des surfaces plus tendres et faciles à perforer.
Quelques groupes sont phytophages : les Aneurinae et les Calisiinae se nourrissent de sève d'arbres vivants ou mourants, et l'espèce Aradus cinnamomeus se nourrit du phloème, du cambium et du xylème de plantes hôtes, par exemple Pinus et Larix spp., provoquant des retards de croissance. Certaines espèces vivent avec des termites. C'est le cas de six espèces australiennes, dont Aspisocoris termitaphilus, et d'une espèce nord-américaine, Mezira reducta, qui vit dans les nids de Zootermapsis nevadensis. En cela, elles sont proches des Termitaphididae, l'autre famille des Aradoidea.

### Menaces
Plusieurs guêpes parasitent les œufs d’Aradidae. Certains acariens s’accrochent aux Aradidae, causant un soulèvement des ailes. Étonnamment, ils ne semblent pas attaqués par les prédateurs corticoles comme les coléoptères ou fourmis.
Les Aradidae sont l’un des groupes d’insectes les plus menacés par l’activité humaine. Dû notamment à la déforestation et à la sylviculture intensive.

### Moyens de défense
Les espèces de cette famille se camouflent pour éviter les prédateurs. Elles sont cryptiques grâce à leur forme très plate, leur couleur brune et leur texture granuleuse. Elles sont en plus très lentes dans leurs déplacements, avec des mœurs nocturnes.

## Systématique
Les Aradidae comptent 233 genres, pour 1930 espèces dans le monde. En France, la famille est représentée par 5 genres et 31 espèces.
Les premières espèces d'Aradidae ont été décrites au XVIIe siècle, déjà par Linné, mais le premier genre propre, Aradus, genre-type de la famille, a été établi par Fabricius en 1803. Les premiers regroupements ont été proposés par Brullé, puis par Spinola qui en fait une famille en 1837, les « Aradites ». Amyot et Serville les traitent comme une tribu, les « Corticolae » (ou « habitants des écorces », en lien avec leur biologie). Amyot et Serville (1843), puis Stål (1873) définissent les premières sous-familles et plusieurs nouveaux genres. Un grand pas en avant est réalisé lorsque Miller comprend que les individus sans ailes ne sont pas des juvéniles, mais bien des adultes aptères. La classification a ensuite été surtout établie par Usinger et Matsuda (1959), Kormilev et Froeschner (1987), ainsi que Coscarón et Contreras (2012) pour la zone néotropicale, Ernst Heiss pour le Paléarctique (2001) et Madagascar (2012).

### Sous-familles reconnues
- Aneurinae : 8 genres et plus de 140 espèces, répandue dans toutes les régions.
- Aradinae : 4 genres et près de 235 espèces.
- Calisiinae : 9 genres et plus de 100 espèces.
- Carventinae : 95 genres et 300 espèces.
- Chinamyersinae : 4 genres et 7 espèces, restreintes à la région australienne.
- Isodeminae : 1 genre et 6 espèces rencontrées au Chili, en Nouvelle-Zélande et en Australie.
- Mezirinae : 155 genres et plus de 1 150 espèces
- Prosympiestinae : 4 genres et 13 espèces, endémiques du Chili, de Nouvelle-Zélande et d'Australie.
- †Archearadinae

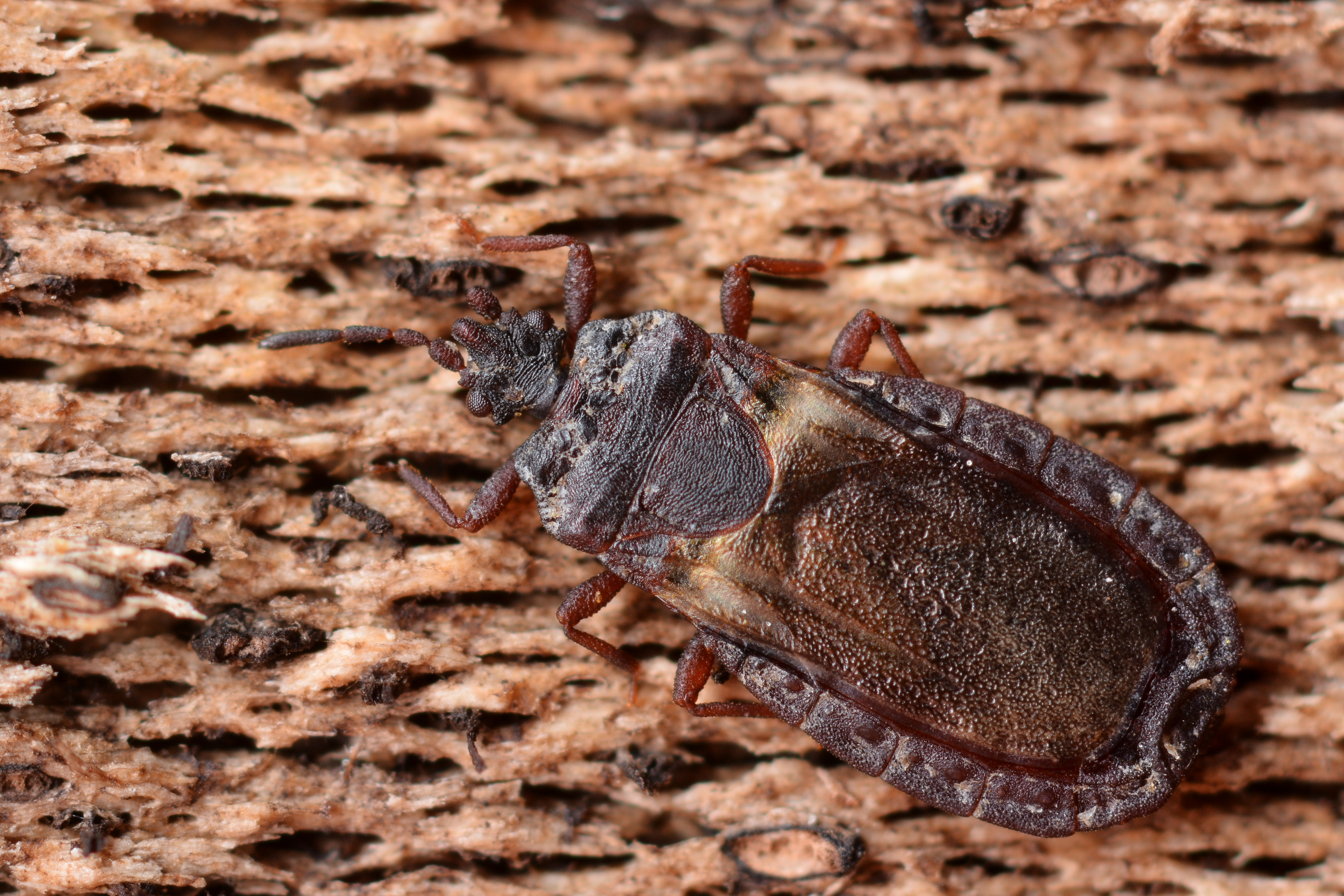
Aneurinae : Aneurus avenius, Namur, Belgique
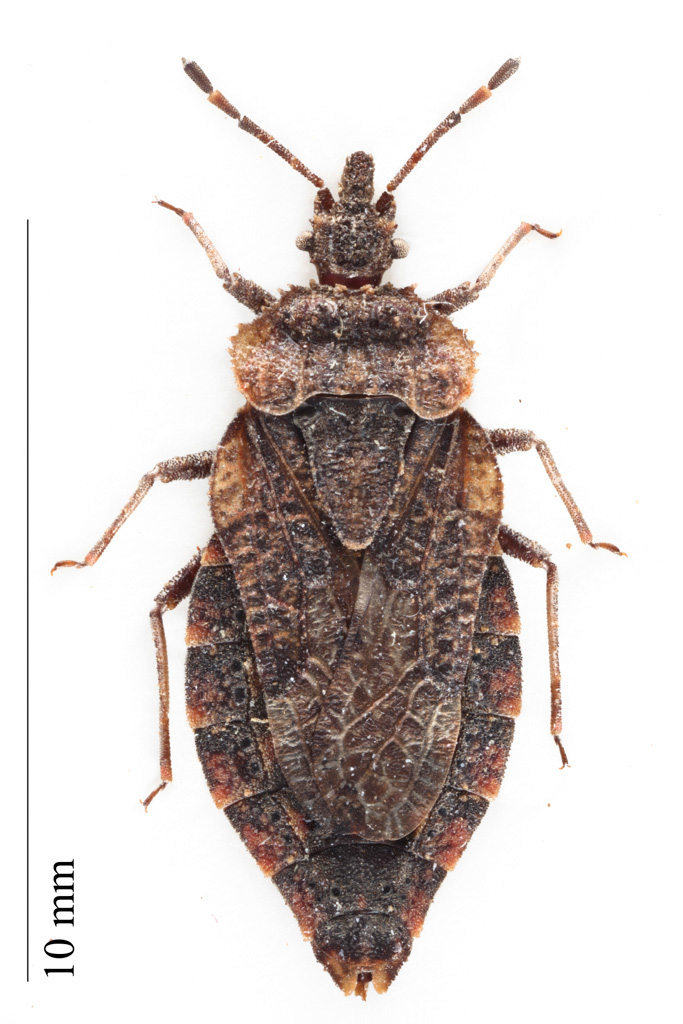
Aradinae: Aradus betulae, Suède
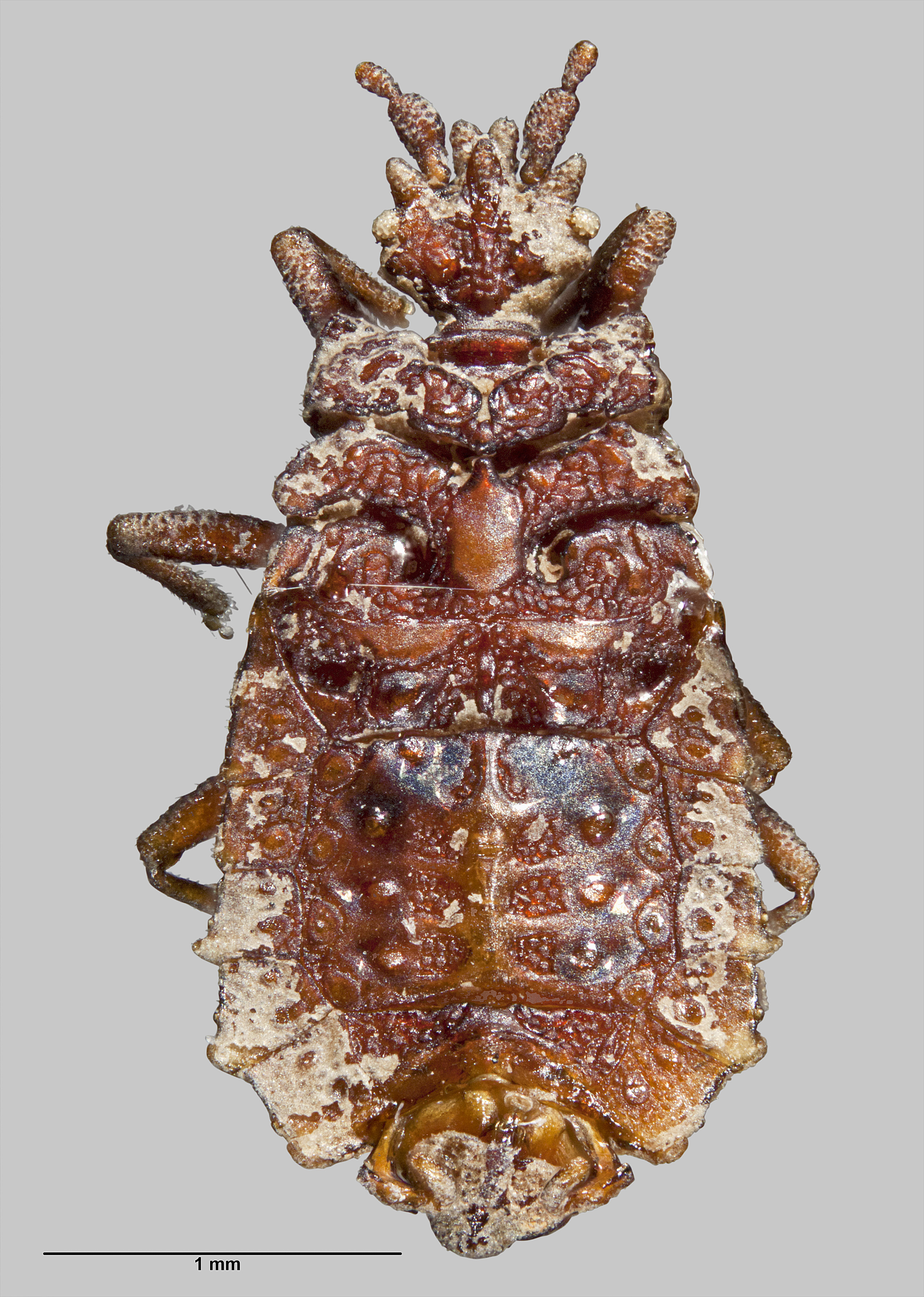
Carventinae : Clavaptera ornata, Nouvelle-Zélande
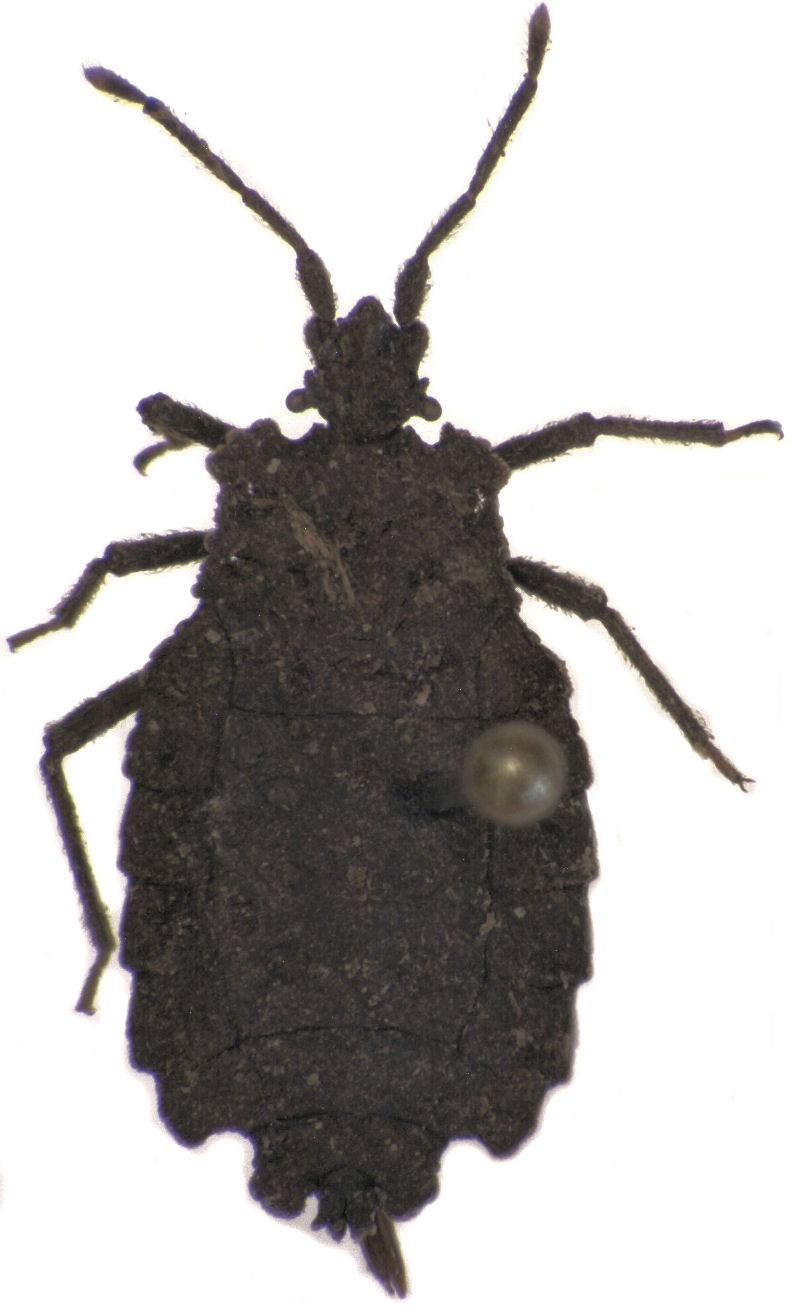
Chinamyersinae : Tretocoris grandis, Nouvelle-Zélande
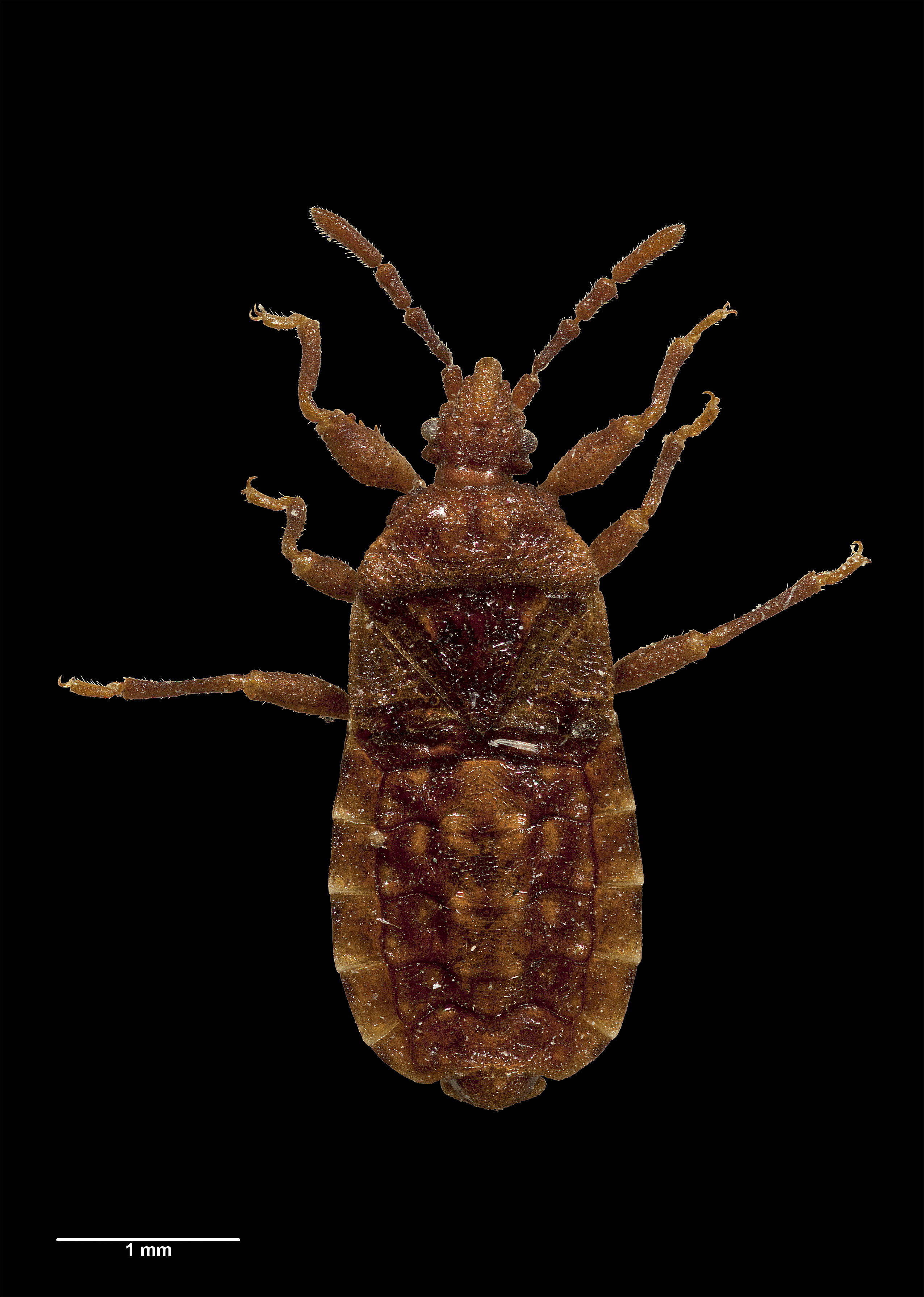
Isoderminae : Isodermus maculosus, Nouvelle-Zélande
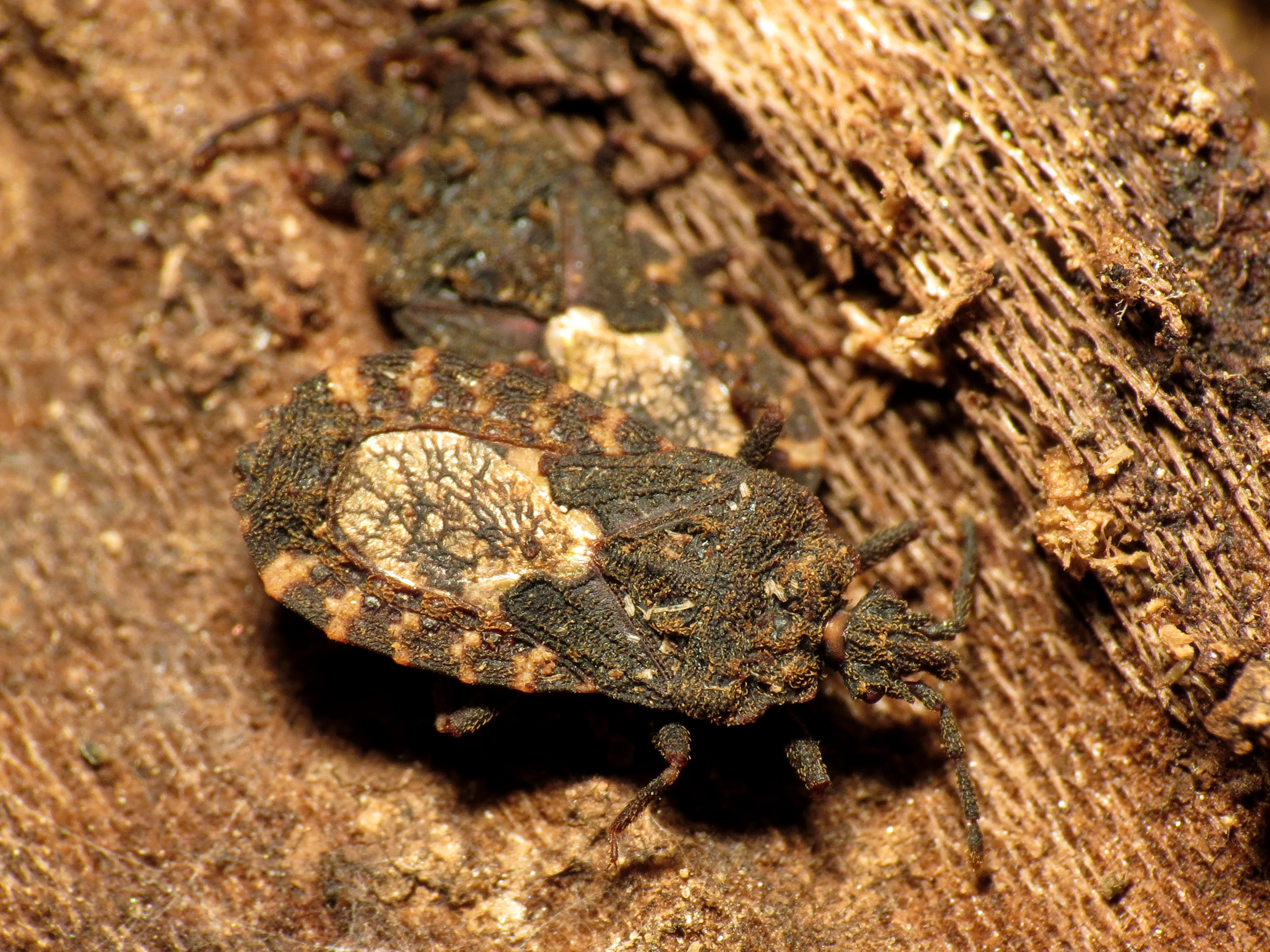
Mezirinae : Mezira subsetosa, États-Unis
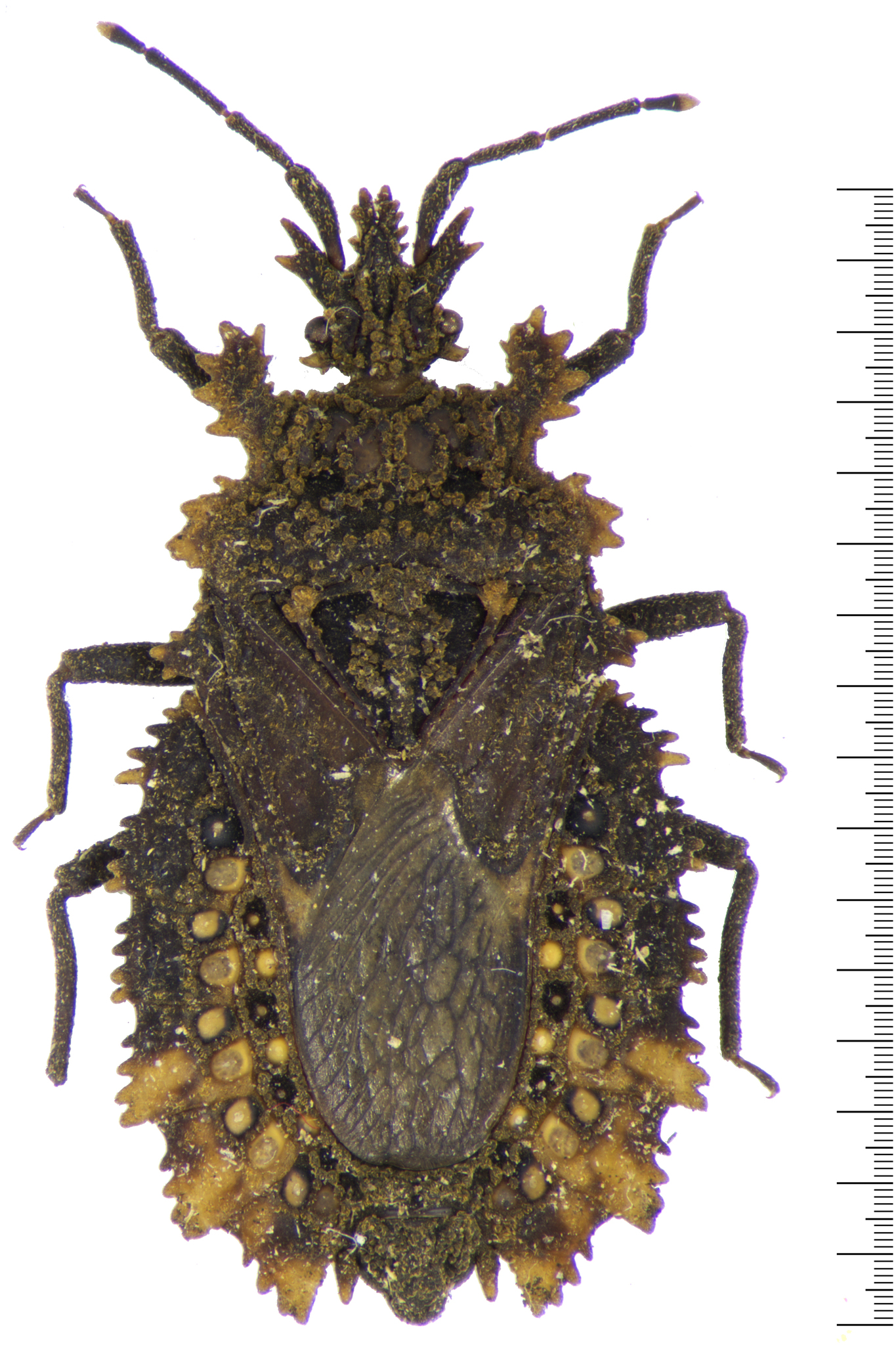
Meziniae: Acantharadus quaternarius, Bornéo
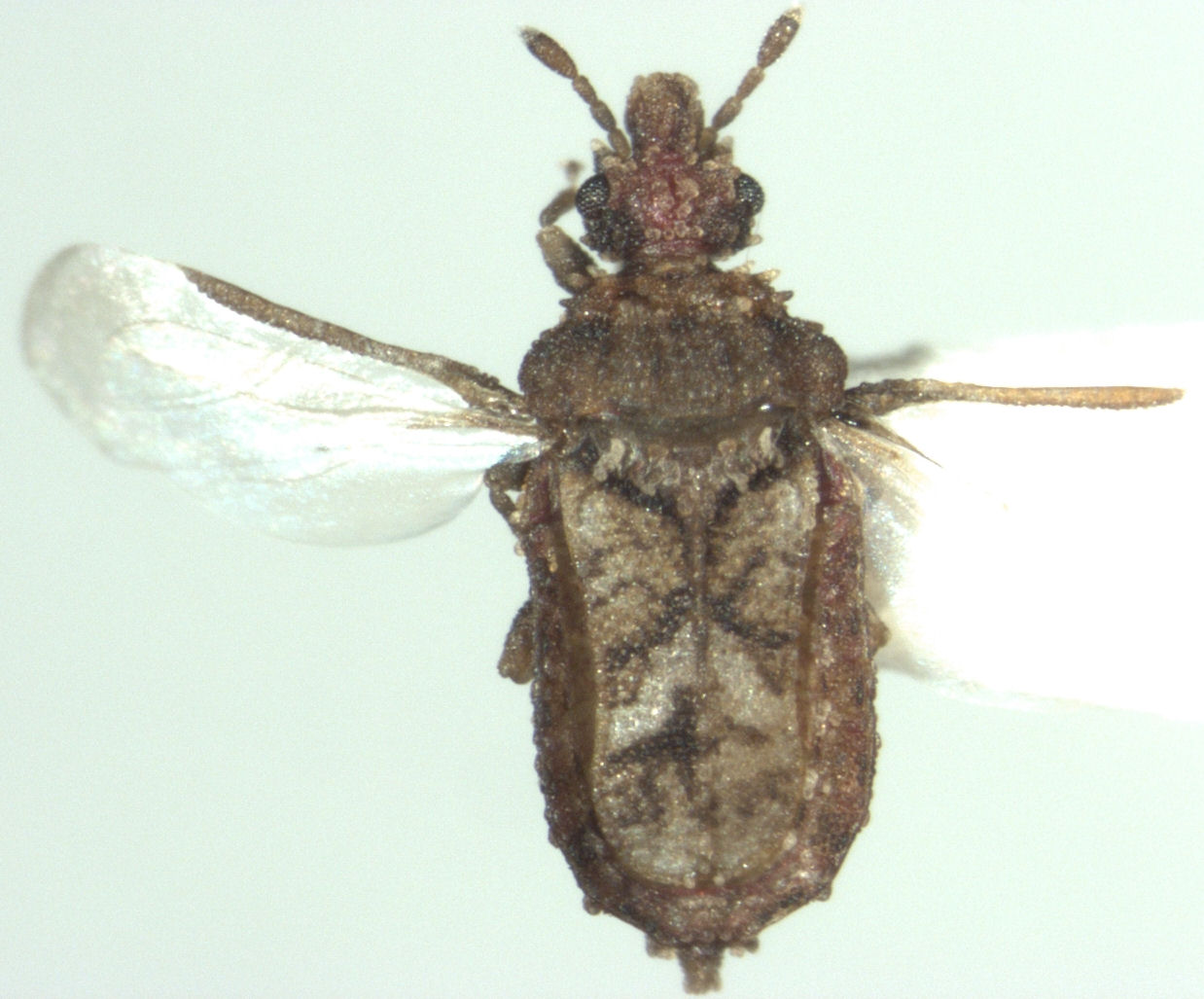
Calisiinae : Calisius zealandicus, Nouvelle-Zélande
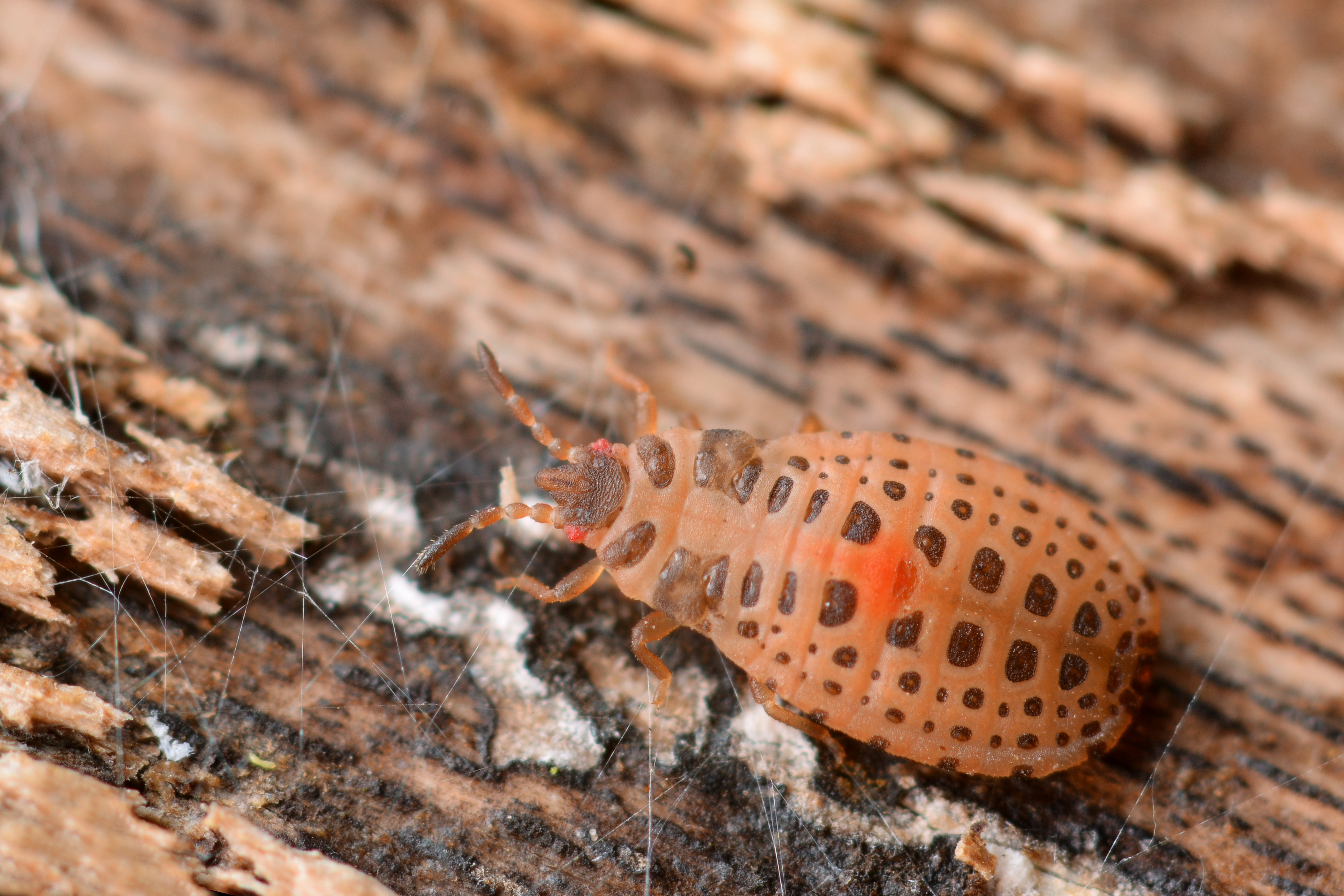
Juvénile, ici Aneurus avenius
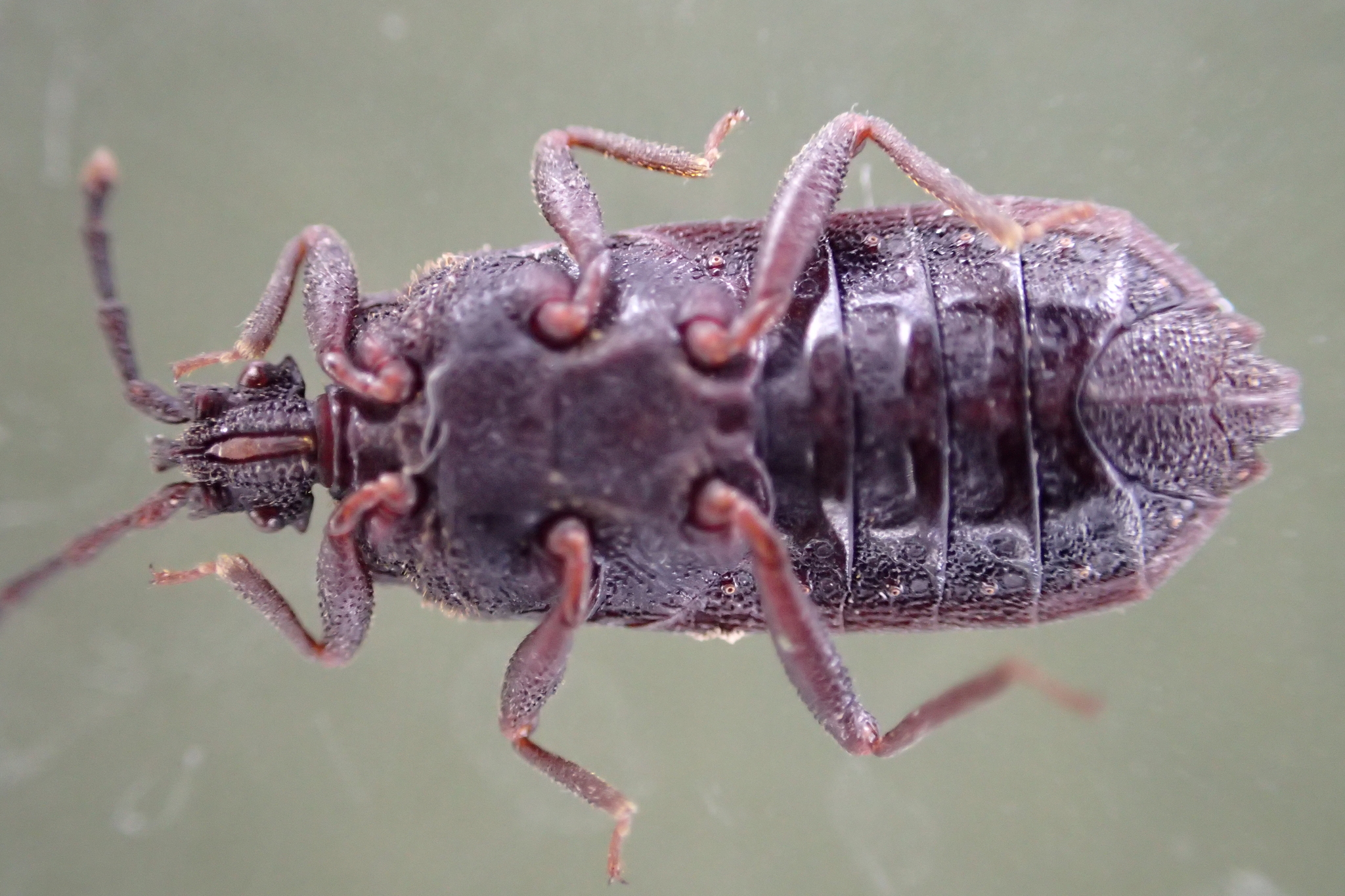
Vue ventrale de Brachyrhynchus membranaceus (Mezirinae), montrant le rostre court.

Les sous-familles Aneurinae et Mezirinae se sont vu accorder le statut de famille par certains auteurs, ce que les études phylogénétiques ne semblent pas justifier. Les deux tribus des Chinamyersinae, Chinamyersini, et Tretocorini, pourraient être élevées au rang de sous-famille, selon les recherches de Marchal et Guilbert (2016), qui estiment également que les Isodeminae font partie des Prosympiestinae. Les Mezirinae sont le groupe le plus diversifié, avec plus de la moitié des genres et des espèces de la famille.
Au niveau supérieur, les Aradidae font partie, conjointement avec les Termitaphididae (dont ils se distinguent par la présence d'yeux composés notamment, qui ont disparu chez ces derniers), de la super-famille des Aradoidea, le groupe se situant à la base des Pentatomomorpha.

### Phylogénie
La famille des Aradidae s'est avérée monophylétique de manière consistante dans les analyses comme celles de Grebennikov et Heiss (2014). Il se pourrait qu'elle inclue les Termitaphididae, étant paraphylétique à leur égard. Les Aradinae sont le groupe frère des autres Aradidae.

### Fossiles
De nombreux fossiles (plus de 50 espèces) ont été découverts dans les sous-familles existantes Aneurinae (genre Aneurus), Aradinae (genres actuels Aradus et Quilnus, avec 24 espèces fossiles rien que pour le premier), Calisiinae (genres actuels Calisius et Calisiopisis, et genres fossiles Allocalisius, et Archecalisius), Carventinae (genres actuels Acaricoris, Carventus et Neoproxus, et un genre fossile, Proneoproxus) et Mezirinae (quatre genres, dont deux actuels, Mezira et Neroctenus), ainsi que pour une sous-famille fossile, les Archearadinae, et 5 genres fossiles sans sous-famille associée. Le plus ancien remonte à l'Aptien (Crétacé inférieur, -125 à −113 millions d'années).

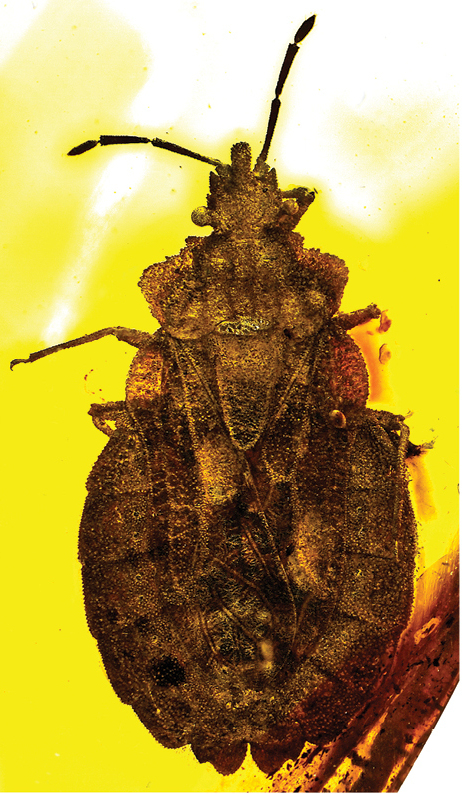
Fossile d'Aradus macrosomus, retrouvé dans de l'ambre de la Baltique (Priabonien, -38 à -33 millions d'années)
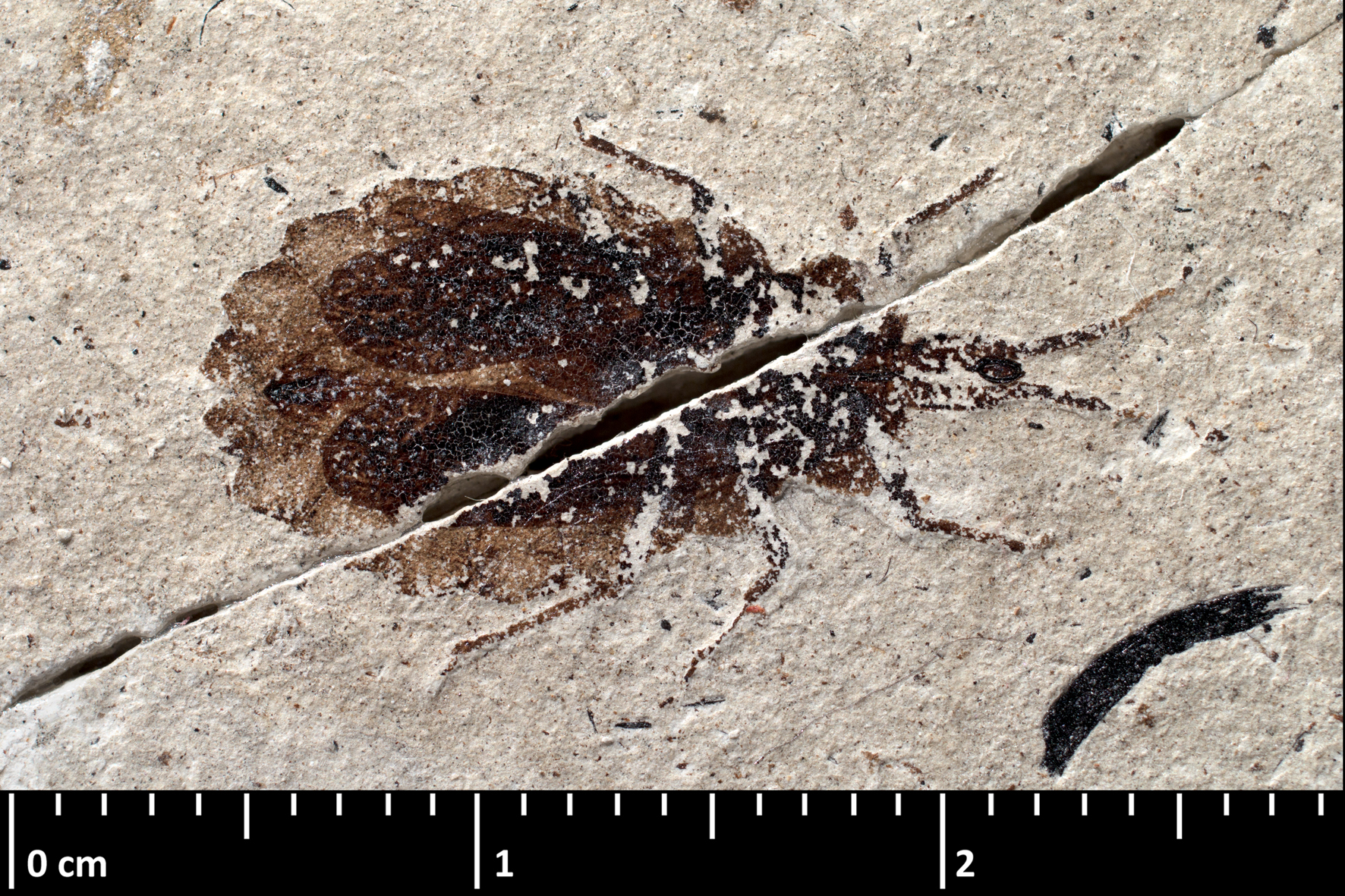
Fossile d'Aradus andancensis, (Turolien, -9 à -5.3 millions d'années), Ardèche, France

### Liste des sous-familles, tribus et genres
Selon BioLib (22 juin 2022) :
- sous-famille Aneurinae Douglas & Scott, 1865
  - genre Aneuraptera Usinger & Matsuda, 1959
  - genre Aneurillodes Heiss, 1999
  - genre Aneurillus Kormilev, 1968
  - genre Aneurosoma Champion, 1898
  - genre Aneurus Curtis, 1825
  - genre Breviscutaneurus Jacobs, 1986
  - genre Caledoneurus Heiss, 2011
  - genre Iralunelus Štys, 1974
  - genre Paraneurus Jacobs, 1986
- sous-famille Aradinae Brullé, 1836
  - genre Aradiolus Kormilev, 1967
  - genre Aradus Fabricius, 1803
  - genre Miraradus Vásárhelyi, 1980
  - genre Quilnus Stål, 1873
- sous-famille Calisiinae Stål, 1873
  - genre Aradacanthia A. Costa, 1864
  - genre Calisius Stål, 1860
  - genre Heissia Kormilev, 1986
  - genre †Allocalisius Heiss, 2002
  - genre †Calisiopsis Champion, 1898
- sous-famille Carventinae Usinger, 1950
  - genre Acaraptera Usinger & Matsuda, 1959
  - genre Acaricoris Harris & Drake, 1944
  - genre Aellocoris Kormilev, 1964
  - genre Aglaocoris Drake & Maldonado Capriles, 1955
  - genre Alayocoris Grillo Ravelo, 1988
  - genre Andobocoris
  - genre Aparilocoris Kormilev, 1982
  - genre Apterocoris Kormilev & Doesburg, 1977
  - genre Atactocoris Kormilev, 1964
  - genre Baracoris Grillo Ravelo, 1988
  - genre Burgeonia Schouteden, 1919
  - genre Carficoris Grillo Ravelo, 1988
  - genre Carventaptera Usinger & Matsuda, 1959
  - genre Carventus Stål, 1865
  - genre Clavaptera Kirman, 1985
  - genre Cotopaxicoris Heiss, 2013
  - genre Crassocoris Bai, Heiss & Cai, 2007
  - genre Cubanocoris Grillo Ravelo, 1988
  - genre Dagia Hoberlandt, 1967
  - genre Dihybogaster Kormilev, 1953
  - genre Dundocoris Hoverlandt, 1952
  - genre Eretmocoris Harris & Drake, 1944
  - genre Euricoris Kormilev, 1957
  - genre Glyptoaptera Kormilev, 1965
  - genre Glyptocoris Harris & Drake, 1944
  - genre Kolpodaptera Usinger & Matsuda, 1959
  - genre Laevsoicoris Grillo Ravelo, 1988
  - genre Langkawiaptera Heiss & Baňař, 2013
  - genre Lepidocoris Grillo Ravelo, 1988
  - genre Leuraptera Usinger & Matsuda, 1959
  - genre Libiocoris Kormilev, 1957
  - genre Lissaptera Usinger & Matsuda, 1959
  - genre Lissonotocoris Usinger & Matsuda, 1959
  - genre Modicarventus Kirman, 1989
  - genre Neocarventus Usinger & Matsuda, 1959
  - genre Notoplocaptera Usinger & Matsuda, 1959
  - genre Onorecoris Heiss, 2013
  - genre Paracarventus Kormilev, 1964
  - genre Paralibiocoris Bai, Heiss & Cai, 2018
  - genre Pararhombocoris Kormilev, 1990
  - genre Peggicoris Drake, 1956
  - genre Planocoris Grillo Ravelo, 1988
  - genre Pokoldaptera Grillo Ravelo, 1988
  - genre Pondocoris Heiss & Jacobs, 1989
  - genre Probatoceps Kormilev, 1965
  - genre Protokolpodaptera Grillo Ravelo, 1988
  - genre Proxius Stål, 1873
  - genre Reeceicus Drake, 1956
  - genre Rhysocoris Usinger & Matsuda, 1959
  - genre Tainocoris Grillo Ravelo, 1988
  - genre Taiwanaptera Heiss & Nagashima, 2008
  - genre Tiomanaptera Heiss, 2010
  - genre Trichocarventus Heiss & Jacobs, 1989
  - genre Trichosomaptera Bai, Heiss & Cai, 2014
  - genre Yvacoris Grillo Ravelo, 1988
  - genre Zayasocoris Grillo Ravelo, 1988
  - genre †Proneoproxius Heiss & Poinar, 2012
- sous-famille Chinamyersiinae Usinger & Matsuda, 1959
  - tribu Chinamyersiini Kormilev & Froeschner, 1987
    - genre Chinamyersia Usinger, 1943
    - genre Gnostocoris Kormilev, 1967

  - tribu Tretocorini Kormilev & Froeschner, 1987
    - genre Kumaressa Monteith, 1966
    - genre Tretocoris Usinger & Matsuda, 1959
- sous-famille Isoderminae Stål,
  - genre Isodermus Erichson, 1842
- sous-famille Mezirinae Oshanin, 1908
  - genre Acoryphocoris Usinger & Matsuda, 1959
  - genre Aegisocoris Kormilev, 1967
  - genre Afropictinus Heiss, 1986
  - genre Allelocoris Drake & Harris, 1944
  - genre Ambohitanyela Heiss & Banar, 2013
  - genre Aphleboderrhis Stål, 1860
  - genre Arbanatus Kormilev, 1955
  - genre Arictus Stål, 1865
  - genre Artabanus Stål, 1865
  - genre Artagerus Stål, 1860
  - genre Aspisocoris Kormilev, 1967
  - genre Asterocoris Drake & Harris, 1944
  - genre Bahiamezira Heiss, 2014
  - genre Banksiessa Usinger & Matsuda, 1959
  - genre Bergrothiessa Usinger & Matsuda, 1959
  - genre Brachybarcinus Heiss, 2010
  - genre Brachyrhynchus Laporte, 1833
  - genre Caecicoris Kormilev, 1957
  - genre Chapadia Kormilev, 1960
  - genre Chelonoderus Usinger, 1941
  - genre Chiastoplonia China, 1930
  - genre Chinessa Usinger & Matsuda, 1959
  - genre Cinyphus Stål, 1865
  - genre Classeyana Hoberlandt, 1963
  - genre Clavicornia Kormilev, 1960
  - genre Coloborrhinus Bergroth, 1906
  - genre Corynophloeobia Monteith, 1997
  - genre Ctenoneurus Bergroth, 1887
  - genre Daulocoris Usinger & Matsuda, 1959
  - genre Delnocoris Kormilev, 1982
  - genre Dimorphacantha Usinger & Matsuda, 1959
  - genre Dolichothyreus Usinger & Matsuda, 1959
  - genre Drakiessa Usinger & Matsuda, 1959
  - genre Dysodiellus Hoberlandt, 1957
  - genre Dysodius Lepeletier & Audinet-Serville, 1828
  - genre Emydocoris Usinger, 1941
  - genre Euchelonocoris Hoberlandt, 1951
  - genre Eunotoplocoris Kormilev, 1957
  - genre Forficulassa Kormilev, 1960
  - genre Glochocoris Usinger & Matsuda, 1959
  - genre Granulaptera Monteith, 1997
  - genre Helenus White, 1879
  - genre Hesus Stål, 1862
  - genre Heterobarcinus Heiss, 2010
  - genre Hoberlandtiella Schouteden, 1952
  - genre Illibius Stål, 1873
  - genre Jacobsaptera Heiss, 2004
  - genre Jarmilaia Hoberlandt, 1957
  - genre Kelaino Kormilev, 1963
  - genre Kormilevia Usinger & Matsuda, 1959
  - genre Limonocoris Kormilev, 1971
  - genre Lobocara Bergroth, 1892
  - genre Mapiri Kormilev, 1959
  - genre Mastigocoris Matsuda & Usinger, 1957
  - genre Melanosterphes
  - genre Melanosterphus Stål, 1868
  - genre Mesophloeobia Monteith, 1997
  - genre Mezira Amyot & Serville, 1843
  - genre Miorrhynchus Champion, 1898
  - genre Mystilocoris Usinger & Matsuda, 1959
  - genre Nannium Bergroth, 1898
  - genre Neartabanus Heiss, 1999
  - genre Neophloeobia Usinger & Matsuda, 1959
  - genre Neormenocoris Heiss, 1999
  - genre Neuroctenus Fieber, 1860
  - genre Notapictinus Usinger & Matsuda, 1959
  - genre Notoplocoris Usinger, 1941
  - genre Odontonotus Kormilev, 1955
  - genre Ormenocoris Usinger & Matsuda, 1959
  - genre Osellaptera Heiss, 2013
  - genre Parabergrothista Heiss, 2010
  - genre Parahesus Kormilev, 1960
  - genre Paramezira Kormilev, 1974
  - genre Paulianium Hoberlandt, 1957
  - genre Phyllotingis Walker, 1873
  - genre Pictinus Stål, 1873
  - genre Placogenys Usinger & Matsuda, 1959
  - genre Pseudartabanus Esaki & Matsuda, 1952
  - genre Pseudoargocoris Kormilev, 1992
  - genre Pseudomezira Heiss, 1982
  - genre Pseudopictinus Kormilev, 1966
  - genre Psorosoma Champion, 1898
  - genre Rhynchomirus Kormilev, 1976
  - genre Robertiessa Hoberlandt, 1963
  - genre Saileriessa Usinger & Matsuda, 1959
  - genre Santaremia Kormilev, 1960
  - genre Schoutedeniessa Usinger & Matsuda, 1959
  - genre Scironocoris Kormilev, 1957
  - genre Smetanacoris Heiss, 1989
  - genre Stehlikiessa Heiss & Baňař, 2013
  - genre Stipesoculus Bai, Wu & Cai, 2007
  - genre Stirpsocoris Hoberlandt, 1959
  - genre Strigocoris Usinger, 1954
  - genre Tananarivea Drake, 1957
  - genre Urucuca Heiss, 2014
  - genre Usingerida Kormilev, 1955
  - genre Usumbaraia Kormilev, 1956
  - genre Vilhenaptera Hoberlandt, 1967
  - genre Woodwardiessa Usinger & Matsuda, 1959
  - genre Wuiessa Hsiao, 1964
  - genre Yangiella Hsiao, 1964
  - genre †Brevisensoria Poinar & Heiss, 2011
  - genre †Myanmezira Heiss & Poinar, 2012
- sous-famille Prosympiestinae Usinger & Matsuda, 1959
  - tribu Llaimacorini Kormilev & Froeschner, 1987
    - genre Llaimocoris Kormilev, 1964

  - tribu Prosympiestini Usinger & Matsuda, 1959
    - genre Adenocoris Usinger & Matsuda, 1959
    - genre Mesadenocoris Kirman, 1985
    - genre Neadenocoris Usinger & Matsuda, 1959

  - genre Prosympiestus Bergroth, 1894
- genre Acarapta Kormilev, 1968
- genre Camerarius Distant, 1902
- genre Ivacoris Grillo, 1988
- genre Laevisocoris Grillo, 1988
- genre Phanocoris Usinger & Matsuda, 1959
- genre †Aradoleptus Heiss, 2016
- genre †Calisiomorpha Heiss, 2016
- genre †Cretopiesma Grimaldi & Engel, 2008
- genre †Ellenbergeria Heiss, 2016
- genre †Kachinocoris Heiss, 2012
- sous-famille †Archearadinae Heiss & Grimaldi, 2002 
  - genre †Archearadus Heiss & Grimaldi, 2001
  - genre †Microaradus Heiss & Poinar, 2012